# Michele Taffini d'Acceglio
Michele Taffini marchese di Acceglio (Chieri, 6 aprile 1786 – Savigliano, 1872) è stato un generale italiano, veterano della guerre napoleoniche che tra il 16 luglio 1835 e l'11 dicembre 1842 fu comandante del Corpo dei Carabinieri Reali. Decorato con la Croce di Cavaliere dell'Ordine militare di Savoia, e quella di Commendatore dell'Ordine dei Santi Maurizio e Lazzaro.

## Biografia
Nacque a Chieri il 6 aprile 1786 figlio di Pier Camillo Giuseppe e di Rosa Ceppi di Bairolo. 
Nel marzo 1801 ciò che restava dell'esercito piemontese fu incorporato nell'Armée de terre francese, e nel 1802 egli entrò in servizio come vi cannoniere. Divenuto velite della guardia imperiale il 20 luglio 1803, partecipò alle campagne d'Italia, Germania, Spagna, e Russia. Promosso primo capitano in forza all'artiglieria a cavallo, nel 1813 fu insignito della Croce di Cavaliere della Legion d'onore. L'11 aprile 1814 l'Imperatore Napoleone I abdicò, e iniziò la fase della Restaurazione degli antichi regimi, ed il 14 luglio 1814 egli si congedò dall'esercito francese per entrare poi in servizio nella ricostituita armata sarda. Assegnato al Corpo dei Reali Carabinieri con il grado di tenente il 16 marzo 1815, divenne comandante dei regi carabinieri nel corpo di spedizione del generale Vittorio Amedeo Sallier della Torre il 21 giugno dello stesso anno. Partecipò all'invasione della Francia meridionale distinguendosi particolarmente a Grenoble tra il 6 e il 9 luglio. Cavaliere dell'Ordine militare di Savoia il 4 maggio 1816, fu promosso capitano il 12 novembre dello stesso anno. Insignito della Croce di Cavaliere dell'Ordine dei Santi Maurizio e Lazzaro il 15 ottobre 1821, per il ruolo avuto nella repressione dell'insurrezione piemontese che aveva costretto re Vittorio Emanuele I all'abdicazione, sostituito da re Carlo Felice, la sua carriera proseguì brillantemente, maggiore il 21 ottobre 1822, divenne tenente colonnello di cavalleria il 18 gennaio 1829. Il 30 agosto 1830 fu nominato Primo Ufficiale per gli affari di Polizia della Regia segreteria di stato per gli affari interni, fu promosso colonnello di cavalleria. Promosso maggior generale di cavalleria del  Corpo dei Reali Carabinieri il 7 luglio 1835, ne divenne Comandante generale il 16 dello stesso mese, in sostituzione del defunto maggior generale Luigi Maria Richieri di Montichieri. Lasciò il comando del  Corpo dei Reali Carabinieri l'11 dicembre 1842. Nominato Aiutante di campo di S.M. Re Carlo Alberto il 14 aprile 1846, fu promosso Luogotenente generale d'armata l'11 dicembre 1847. Dopo la fine della prima guerra d'indipendenza italiana, nel maggio 1849 fu membro della corte marziale che condannò a morte il generale Girolamo Ramorino. Si spense nel 1872.

### Fonti
1. 1 2 3 4 5 6 7  Ilari, Shamà 2008, p. 487.
2. 1 2 3 4 5 6 7 8 9  Carbone 2013, p. 21.